# Giulești (okręg Vâlcea)
Giulești – wieś w Rumunii, w okręgu Vâlcea, w gminie Fârtățești. W 2011 roku liczyła 311 mieszkańców.